# R. Palmer Beasley
Robert Palmer Beasley (* 29. April 1936 in Los Angeles, Kalifornien; † 25. August 2012 in Houston, Texas) war ein US-amerikanischer Epidemiologe, der durch seine Forschungen über Hepatitis bekannt wurde.

## Karriere
Beasley war an der University of Washington und Professor an der University of California, San Francisco, bevor er Ashbel Smith Professor an der University of Texas School of Medicine in Houston wurde. Dort war er seit 1987 Dekan der School of Public Health. 2004 ging er in den Ruhestand.
Er spielte eine führende Rolle bei der Entwicklung (in Feldstudien in Taiwan) und weltweiten Durchsetzung (bei der WHO) eines Hepatitis-B-Impfstoffs, der von der WHO als erster Antikrebs-Impfstoff eingestuft wurde. Beasley wies ferner die Übertragbarkeit von Hepatitis B von Mutter auf Kind während der Schwangerschaft nach. Dies ist einer der wichtigsten Infektionsmechanismen für Hepatitis B in Asien (40 bis 50 % der Infektionen). Ebenfalls untersuchte Beasley die Rolle von Hepatitis B als wichtigste Ursache von Leberkrebs. Den Zusammenhang von Leberkrebs und Hepatitis, damals sehr umstritten, erforschte er in den 1970er Jahren in Taipei in Taiwan als Leiter einer Forschungsgruppe der University of Washington Medical School. Mit Luyu Huang untersuchte er in einer Studie über 22.000 Regierungsangestellte in Taiwan. Die Forscher fanden dabei ein sechzigfach erhöhtes Leberkrebsrisiko bei chronischer Hepatitis-B-Infektion. 
Robert Beasley beschäftigte sich auch mit der Bekämpfung anderer Infektionskrankheiten wie SARS, wobei er in Taiwan als Berater der Regierung aktiv war.

## Preise
- 1985: König-Faisal-Preis für Medizin (mit Mario Rizzetto)
- 1987: Charles S. Mott General Motors Prize für Krebsforschung
- 1999: Prinz-Mahidol-Preis für Medizin, Thailand
- 2010: Distinguished Scientist Award der Hepatitis B Foundation
- 2011: Maxwell Finland Award der Infectious Diseases Society of America (IDSA)
- Health Medal of First Order der Regierung von Taiwan